# بلدة أماندا (مقاطعة ألين)
بلدة أماندا هي واحدة من اثنتي عشرة بلدة في مقاطعة ألين، أوهايو، الولايات المتحدة. اعتبارا من تعداد 2010 كان عدد السكان 2071.

## الاسم والتاريخ
على مستوى الولاية، تقع مدن أماندا الأخرى في مقاطعتي فيرفيلد وهانكوك.

## روابط خارجية
- موقع مقاطعة ألين